# Transatlantik-Segelrekorde

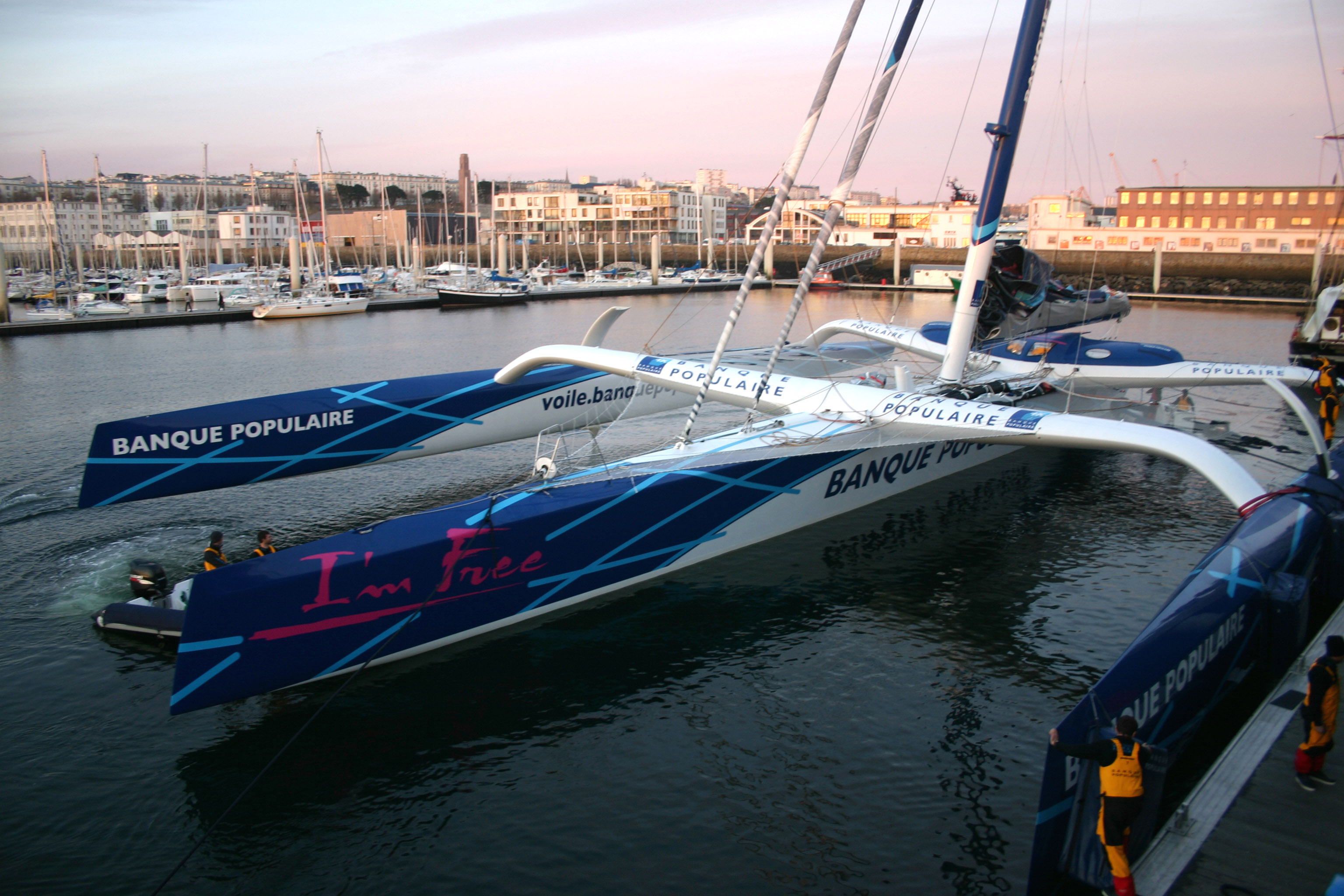
Banque Populaire V, aktueller Rekordhalter Mehrrumpf-Yacht

Seit der fünf Wochen dauernden Segelreise von Christoph Kolumbus im Jahr 1492, bei der er schnell und sicher den Atlantischen Ozean zwischen Europa und Amerika überquerte, war es immer ein wichtiges Ziel, es ihm nach zu tun.
Heute ist es eine klassische Route für Skipper von Segelyachten geworden. Den Transatlantik-Rekord im Segeln zu halten, ist sehr prestigeträchtig, überboten nur von dem Gewinn der Jules Verne Trophy, für die es eine gute Vorbereitung ist.
Den Rekord kann man in zwei Richtungen erreichen: von West nach Ost oder von Ost nach West. Der Rekord wird gewertet in den Kategorien Einhand-Yacht oder Crew-Yacht mit der weiteren Unterscheidung Einrumpf-Yacht (englisch monohull) oder auf Mehrrumpf-Yacht (englisch multihull).
Die Rekord-Leistungen werden seit 1972 von der World Sailing Speed Record Council (WWSSRC) überwacht.

## Transatlantik von West nach Ost
Diese Route ist die schnellste, da sie den vorherrschenden Westwinden folgt. Diese Route stößt auf das größte Interesse bei den Skippern.
Die Atlantik-Überquerung beginnt beim Leuchtfeuer Ambrose Light, östlich der Halbinsel Sandy Hook, südlich der New York Bay bis zu einer imaginären Linie, die von Lizard Point (Cornwall) (England) nach Ouessant (Frankreich) gezogen werden kann. Die Entfernung beträgt ca. 2880 nautische Meilen (5334 km).

### Crew-Yachten
| Zeit             | Yacht                                           | Skipper          | Crew | Datum | Durchschnittsgeschwindigkeit |
| ---------------- | ----------------------------------------------- | ---------------- | --- | ----- | ---------------------------- |
| 12d 4h 1m 19s    | Atlantic                                        | Charlie Barr     | | 1905  | 10,20 kn                     |
| 10d 5h 14m 20s   | Paul Ricard                                     | Éric Tabarly     | Éric Bourhis, Georges Calvé, Dominique Pipat | 1980  | 12,15 kn                     |
| 9d 10h 6m 34s    | Elf Aquitaine                                   | Marc Pajot       | | 1981  | 13,18 kn                     |
| 8d 16h 36m       | Jet Services 2                                  | Patrick Morvan   | Jean Le Cam, Marc Guillemot, Serge Madec | 1984  | 14,29 kn                     |
| 7d 21h 5m 42s    | Royale 2                                        | Loïc Caradec     | | 1985  | 15,76 kn                     |
| 7d 12h 49m 34s   | Fleury Michon VIII                              | Philippe Poupon  | | 1987  | 16,48 kn                     |
| 7d 6h 32m        | Jet Service V                                   | Serge Madec      | Marc Guillemot | 1988  | 17,07 kn                     |
| 6d 13h 3m 32s    | Jet Service V                                   | Serge Madec      | | 1990  | 18,97 kn                     |
| 6d 17h 52m 39s   | Mari-Cha IV                                     | Robert Miller    | | 2003  | 18,6 kn                      |
| 5d 14h 21min 25s | Comanche (schnellste Einrumpf-Yacht)            | Casey Smith      | Stan Honey, Tony Mutter, Dirk de Ridder, Chris Maxted, Jon von Schwarz, Juggy Clougher, Julien Cressant, Nick Dana, Pablo Arrarte, Pepe Ribes, Peter van Niekerk, Phil Harmer, Richard Clarke, Robert Greenhalgh, Shannon Falcone, Yann Riou | 2016  | 21,44 kn                     |
| 4d 17h 28m 6s    | PlayStation                                     | Steve Fossett    | Stan Honey, Ben Wright, Dave Scully, Gino Morrelli, Peter Hogg, Shaun Biddulph, Dave Calvert, Paul Van Dyke, David Weir | 2001  | 26,26 kn                     |
| 4d 8h 23m 54s    | Orange II                                       | Bruno Peyron     | Roger Nilson, Bernard Stamm, Ludovic Aglaor, Florent Chastel, Pascal Bidégorry, Jacques Caraes, Ronan Le Goff, Jean-Baptiste Epron, Yann Guichard, Clément Surtel, Jean-Baptiste Le Vaillant                                                 | 2006  | 28,54 kn                     |
| 4d 3h 57m 54s    | Groupama 3                                      | Franck Cammas    | Franck Proffit, Stève Ravussin, Frédéric Le Peutrec, Sébastien Audigane, Yann Guichard, Ronan Le Goff, Bruno Jeanjean, Loïc Le Mignon, Pascal Blouin                                                                                         | 2007  | 29,81 kn                     |
| 3d 15h 25min 48s | Banque Populaire V (schnellste Mehrrumpf-Yacht) | Pascal Bidégorry | Ronan Lucas, Kévin Escoffier, Yvan Ravussin, Ewen Le Clech, Sébastien Audigane, Florent Chastel, Jean-Baptiste Le Vaillant, Emmanuel Le Borgne, Marcel Van Triest, Pierre-Yves Moreau, Xavier Revil                                          | 2009  | 32,94 kn                     |

### Einhand-Yachten

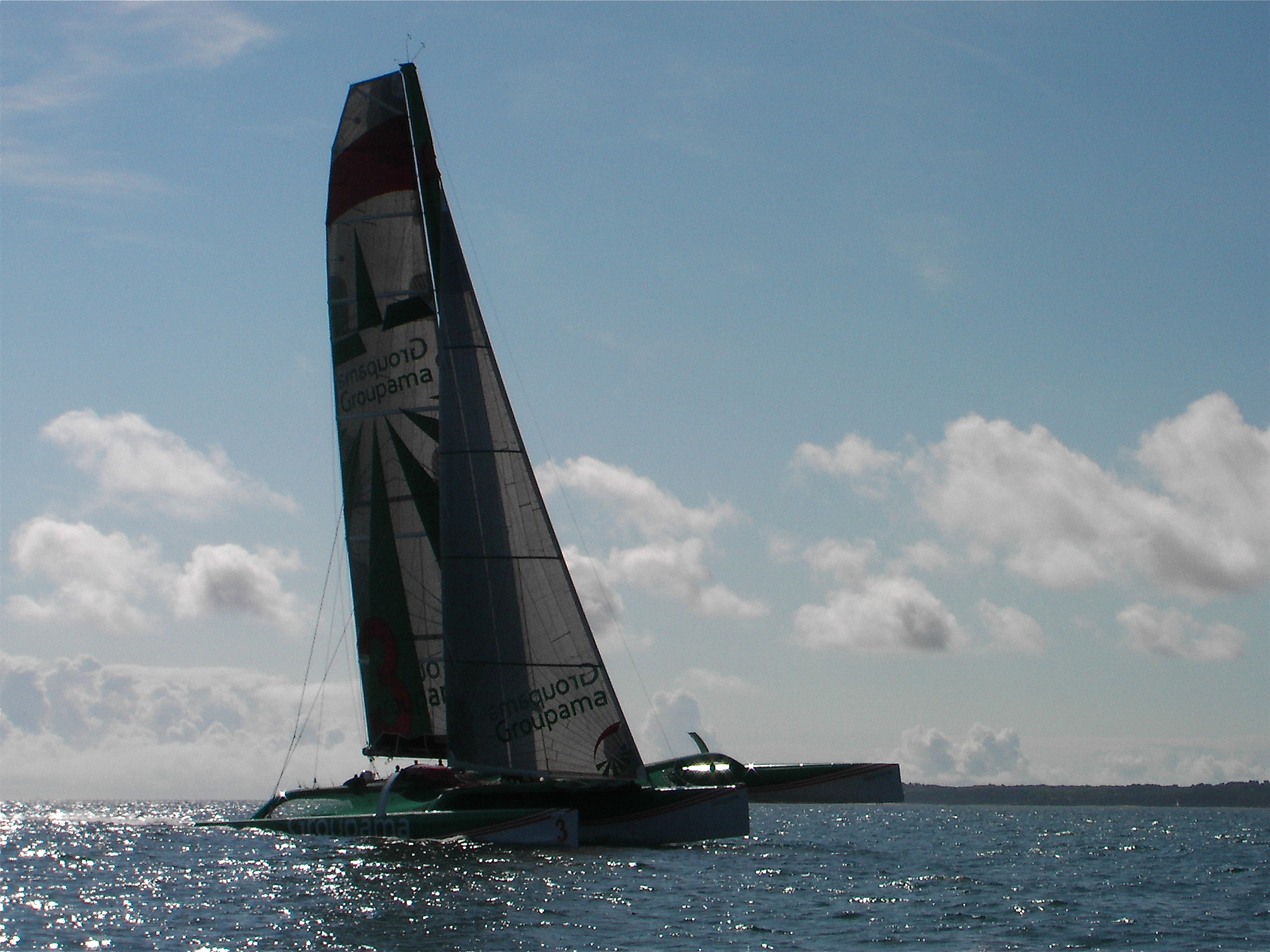
Trimaran Groupama 3, bisheriger Rekordhalter für beide Richtungen, von West nach Ost und Ost nach West, beide Richtungen als Crew-Yacht und Einhand unter dem Namen "IDEC Sport"

| Zeit             | Yacht        | Skipper          | Datum         | Durchschnittsgeschwindigkeit |
| ---------------- | ------------ | ---------------- | ------------- | ---------------------------- |
| 11d 11h 46m 36s  | Explorer     | Bruno Peyron     | 1987          |                              |
| 9d 21h and 42min | Pierre 1er   | Florence Arthaud | 1990          |                              |
| 9d 19h and 22min | Explorer     | Bruno Peyron     | Juli 1992     |                              |
| 7d 2h 34m 42s    | Primagaz     | Laurent Bourgnon | Juni 1994     | 17,47 kn                     |
| 6d 4h 1m 37s     | IDEC Sport   | Francis Joyon    | 6. Juli 2005  | 19,75 kn                     |
| 5d 19h 29m 20s   | Sodebo       | Thomas Coville   | 15. Juli 2008 | 24,72 kn                     |
| 5d 2h 56m 10s    | IDEC 2       | Francis Joyon    | 16. Juni 2013 | 27,47 kn                     |
| 5d 2h 07m        | IDEC Sport   | Francis Joyon    | 13. Juli 2017 | 27,65 kn                     |
| 4d 11h 10m 23s   | Sodebo Ultim | Thomas Coville   | 15. Juli 2017 | 28,35 kn                     |

## Transatlantik von Ost nach West
Die Atlantiküberquerung erfolgt zwischen Cádiz (Spanien) und San Salvador (Bahamas), mit einer Entfernung von 3884 nautischen Meilen (7193 km). Die Route wird Straße der Entdeckung (englisch Road of the discovery) in Erinnerung und zu Ehren von Christoph Kolumbus und seine Atlantiküberquerung im Jahr 1492 genannt. Hier ging er das erste Mal an Land.

### Crew-Yachten
| Zeit             | Yacht         | Skipper                         | Crew | Datum | Durchschnittsgeschwindigkeit |
| ---------------- | ------------- | ------------------------------- | --- | ----- | ---------------------------- |
| 12d 12h 30m 27s  | Jet Service V | Serge Madec                     | Marc Guillemot, Olivier Despaignes, Gerry Roufs, Jean-Yves Bernot | 1988  | 14,91 kn                     |
| 10d 14h 53m 44s  | Club Med      | Grant Dalton                    | Franck Proffit, Bruno Peyron | 2000  | 17,58 kn                     |
| 9d 13h 30m 18s   | PlayStation   | Steve Fossett                   | Dave Scully, Pete Melvin, Brian Thompson, Peter Hogg, Mark Featherstone, Dave Calvert, Mikaela Von Koskull, Will Howden, Tim Zimmermann, Nick Leggatt, Simon Fisher, Dave Thomson                             | 2003  | 16,92 kn                     |
| 7d 10h 58min 53s | Groupama 3    | Franck Cammas                   | Franck Proffit, Stève Ravussin, Pascal Blouin, Loic Le Mignon, Bruno Jeanjean, Sébastien Audigane, Frédéric Le Peutrec, Ronan Le Goff, Marcel Van Triest                                                      | 2007  | 21,70 kn                     |
| 6d 14h 29m 21s   | Spindrift 2   | Dona Bertarelli & Yann Guichard | Xavier Revil, Jean Baptiste Le Vaillant, Antoine Carraz, Thierry Douillard, Christophe Espagnon, Sébastien Marsset, Nicolas Texier, Erwan Tabarly, François Morvan, Thomas Rouxel, Simone Gaeta, Erwan Israel | 2013  | 24,50 kn                     |

### Einhand-Yachten
| Zeit            | Yacht                | Skipper          | Datum            | Durchschnittsgeschwindigkeit |
| --------------- | -------------------- | ---------------- | ---------------- | ---------------------------- |
| 11d 3h 17m 20s  | IDEC 2               | Francis Joyon    | November 2004    | 14,53 kn                     |
| 10d 11h 50m 20s | Sodebo               | Thomas Coville   | 8. Juli 2005     | 15,42 kn                     |
| 9d 20h 35m 3s   | IDEC 2               | Francis Joyon    | 7. November 2008 | 16,42 kn                     |
| 8d 16h 07m 5s   | IDEC 2               | Francis Joyon    | 15. Februar 2013 | 18,66 kn                     |
| 6d 23h 42m 18s  | Banque Populaire VII | Armel Le Cleac'h | Januar 2014      | 23,16 kn                     |